# Leszczawa Górna
Leszczawa Górna Lengyelország délkeleti részén, a Kárpátaljai vajdaságban, a Przemyśl járásban, Gmina Bircza község területén található település, közel a lengyel–ukrán határhoz. A település a járás központjától, Przemyśltől 28 kilométernyire délnyugatra fekszik, a vajdaság központjától, Rzeszówtól pedig 54 kilométernyire délkeleti irányban.